# Hilkenbrook
Hilkenbrook è un comune di 830 abitanti della Bassa Sassonia, in Germania.
Appartiene al circondario (Landkreis) dell'Emsland (targa EL) ed è parte della comunità amministrativa (Samtgemeinde) di Nordhümmling.